# Kollektivet Livet
Kollektivet Livet är en svensk konstnärsgrupp och kulturbyrå verksam sedan början av 2000-talet. Gruppen arbetar huvudsakligen med storskaliga installationer, design och kulturfrämjande insatser i det offentliga rummet. De har spelat en betydande roll i att öppna upp offentliga ytor för muralmålningar och graffiti i Sverige.
Genom åren har Kollektivet Livet varit en drivande kraft bakom flera stora kulturprojekt och evenemang, däribland Satans trilogi, Graffitiförmedlingen  Kronobergsgatan 35, Konstjord och Street art festivalen Wall Street Nacka. Under våren 2020 medverkade de i projektet Platssamverkan, där de smyckade Sergels torg i Stockholm.
År 2022 etablerade Kollektivet Livet ett kulturhus i den tidigare Birkaterminalen, numera Stadsgårdsterminalen, i Stockholm. I anslutning till denna verksamhet driver gruppen Kollektivet Livet Bar & Scen, en konsertscen som har huserat svenska och internationella artister, som Bob Hund, Markus Krunegård, Titiyo, Dregen, Dark Funeral, Michael Rother och ESG. Kollektivet Livet består av Andreas Blom, Carl-Adam Kjellström och Alexander Mattson Culafic.

## Graffitiförmedlingen

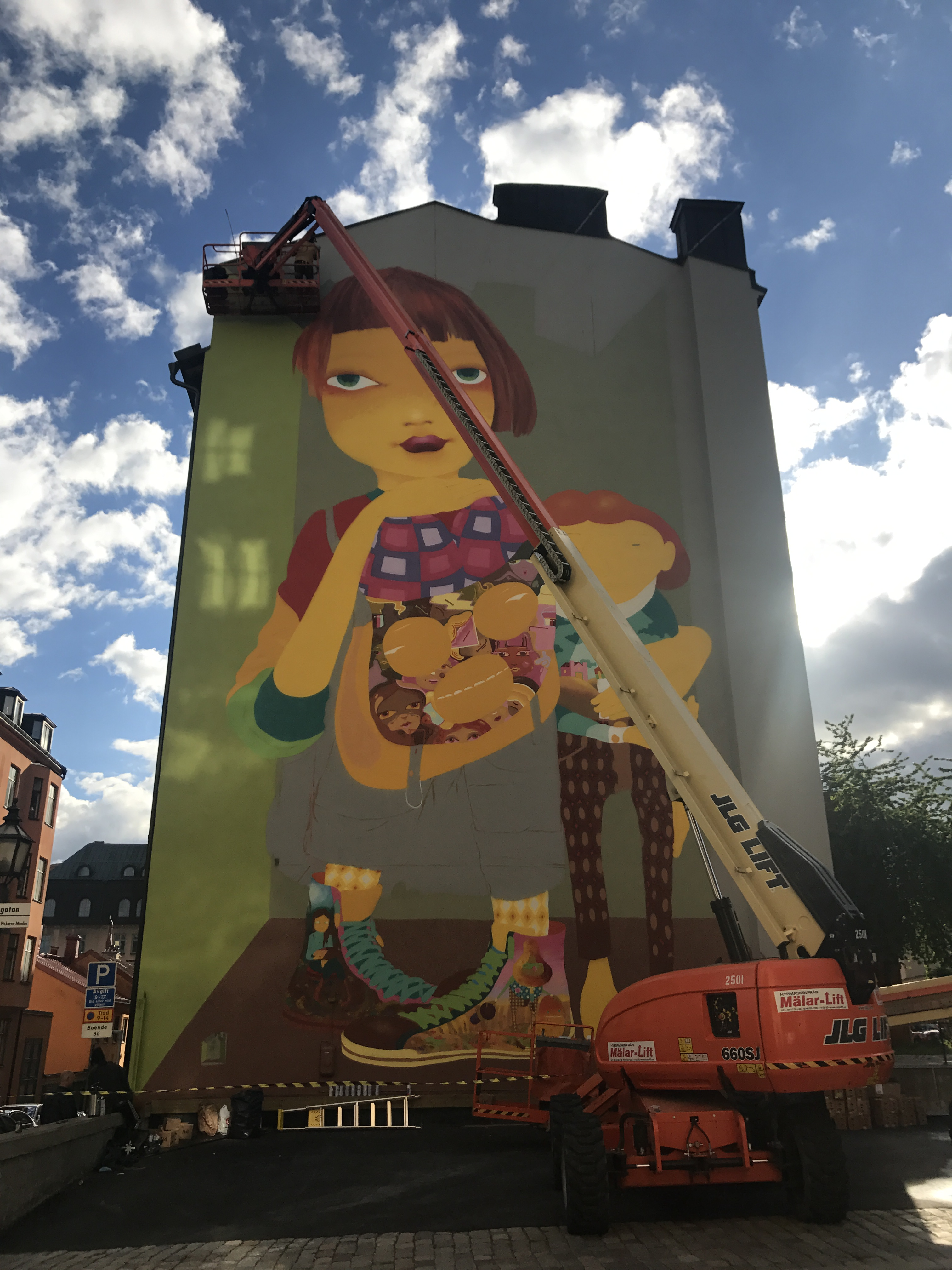
Os Gemeos målar gaveln på huset Fiskaren vid Mosebacke 2017.

Graffitiförmedlingen fungerar som en arbetsförmedling för graffitikonstnärer, både i Sverige och internationellt. Den initierades 2014 av Kollektivet Livet som en konstinstallation – en satirisk allusion på Arbetsförmedlingen men för gatukonstnärer. Efter att ha väckt stor medial uppmärksamhet och mött en ökad efterfrågan från både privata och kommersiella aktörer,utvecklades den till en faktisk förmedling för beställningar av graffiti och muralmålningar mellan konstnärer och företag/utställare. 
Kollektivet Livet har förvaltat och förvaltar flera offentliga väggar i Stockholm, som startade med en fasad på Kronobergsgatan 35, där bland annat det omtalade verket “fuck the world” av Carolina Falkholt skapade stor uppmärksamhet 2018 både inrikes och internationellt. Ett annat omtalat verk finns på Fiskargatan 8 vid Mosebacke, där de brasilianska tvillingarna och konstnärerna Os Gêmeos skapade en muralmålning 2017. 
Förmedlingen har samarbetat med flera framstående konstnärer inom den svenska och internationella graffiti- och gatukonst scenen. Utöver Carolina Falkholt och Os Gêmeos finns Ziggy, Hugh och Hop Louie. 

## Kronobergsgatan 35

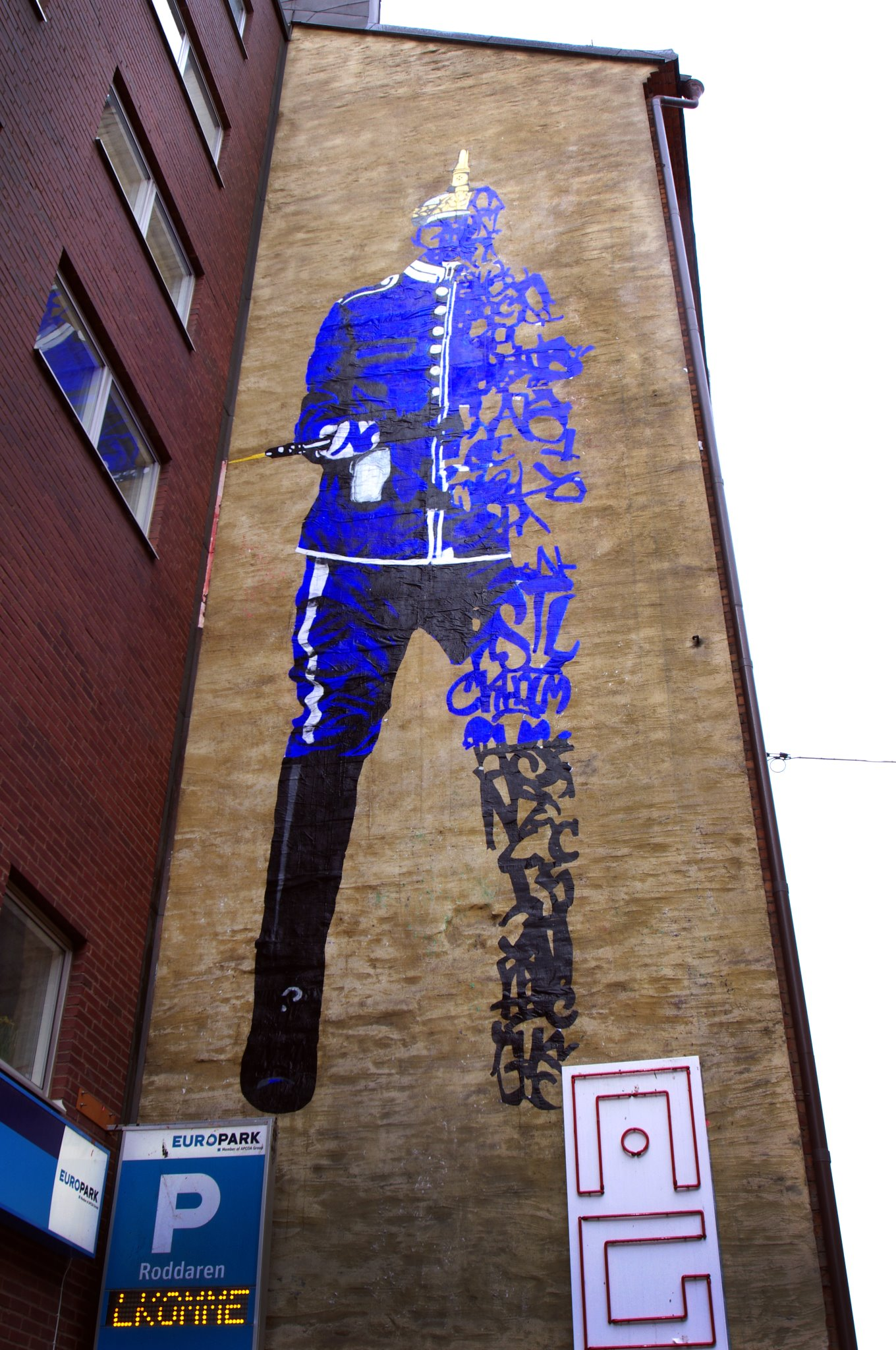
Verk av Shai Dahan på Kronobergsgatan 35, 2012

Sedan 2008 har Kollektivet Livet förvaltat den 23 meter höga och 5 meter breda muralytan på Kronobergsgatan 35 i Stockholm .. Under en lång period var detta den enda större lagliga platsen för icke-kommersiell muralmålning i Stockholm. Väggen visar två–tre verk årligen.
Några av de konstverk som har visats på väggen inkluderar:
- "Ceci n'est pas un texte" (2019) av Hugh[7]
- "The Royal Graff Guard" (2012) av Shai Dahan[8]
- "Maskrosbarn" (2010) av Salong Betong[9]
- "Blod, svett och tårar" (2018) av Amara Por Dios[10]
- "Fuck the world" (2018) av Carolina Falkholt [11][12][13]

Kollektivet Livet har även själva bidragit med muralmålningar på väggen, bland annat verket "Det regnar" (2013).

## Stadsgårdsterminalen
Efter att Birka Cruises gick i konkurs under pandemin tog Kollektivet Livet över de tomma lokalerna i Stadsgårdsterminalen vid Slussen i Stockholm. Terminalen har sedan dess utvecklats till en konst- och kulturarena med fokus på musik och genreöverskridande konst och kultur. Huset ligger mitt i Slussens ombyggnationer och har kontinuerligt påverkats och utvecklats i takt med stadsdelens förändring.  

### Kroppens hus
Under 2023 huserade Kroppens hus i Stadsgårdsterminalen. Kroppens hus är ett pedagogiskt och interaktivt upplevelsecentrum med fokus på människokroppen och hälsa. Det syftar till att utbilda och inspirera besökare genom utställningar, experiment och aktiviteter relaterade till anatomi, fysiologi och välmående. Konceptet liknar vetenskapscentrum men är specifikt inriktat på kroppens funktioner, sjukdomar och livsstilsfaktorer.

#### Väntrummet
Hösten 2021 var Kollektivet Livet med som medskapare till verket Väntrummet, en utställningshybrid på Galleri 4 i Kulturhuset Stadsteatern. Verket förenade konst och scenkonst för att gestalta berättelser från sjukhusets vardag, där utställning mötte föreställning i ett innovativt format. Väntrummet var ett samarbete mellan läkare, konstnärer, ensemblen och andra aktörer från den fria kulturen i samverkan med Kulturhuset i Stockholm. 

## Kollektivet Livet Bar & Scen
Kollektivet Livet Bar & Scen är en konsert- och klubbscen belägen i kulturhuset Stadsgårdsterminalen vid Slussen i Stockholm startad av kulturbyrån Kollektivet Livet. Scenen har varit verksam som en aktiv del av Stockholms kulturliv sedan 2022 och erbjuder ett program med varierade musikgenrer.
Bland de artister som har uppträtt på scenen finns det amerikanska dance punk/funk/rock-bandet ESG(en) , NEU! -grundaren och tidigare Kraftwerk-medlemmen Michael Rother, metalbandet Dark Funeral, indiepop bandet [ingenting], Titiyo, Axel Ruby och den finlandssvenska synth- och indiepopartisten Jaakko Eino Kalevi. 
Scenens program läggs av saxofonisten Gustav Bendt som spelat med band och artister som Crypt Kicker 5, Club killers, CDOASS, The Solution, Moneybrother, Monster med flera. 
Kollektivet Livet Bar & Scen nominerades till Nöjesguidens Stockholmspris 2023 i kategorin Årets nöjesförbättrare

## Satans trilogi
Satans trilogi var en omslutande teater och konsthändelse som pågick i Atlas Copcos rivningslokaler på Sickla industriväg 6a (nedanför tidigare Nobelberget) i Nacka åren 2015–2018. Andreas Blom från Kollektivet Livet var del av den trio som drog igång projektet 2015 tillsammans med Jimmy Meurling och Py Huss-Wallin. Resten av Kollektivet blev inblandat med tiden och agerade i roll av scenograf och curator för de cirka 400 konstnärer som var inblandade i projektet under de verksamma åren.

## Priser och nomineringar
Kollektivet Livet har mottagit flera nomineringar och utmärkelser, däribland följande:
- Guldägget 2013 i kategorin Alternativa Media[23][24].
- Guldhjulet 2023 – Silver i kategorin Årets hantverk för projektet "100 Minibibliotek"[25]
- Guldhjulet 2023 – Guld i kategorin Årets kreativa (LIVE-pitch) för "100 Minibibliotek"[25]

- Nominering till Guldhjulet 2024 i kategorin Årets kreativa event[26]
- Nominering till Nöjesguidens Stockholmspris 2023 i kategorin Årets nöjesförbättrare[21]